# Rawat Abdullah Khan-moskee
De Rawat Abdullah Khan-moskee is een moskee in de stad Oš in het zuiden van Kirgizië vlak bij de Oezbeekse grens.
Tot de 20e eeuw was deze moskee en madrasa het centrum van onderwijs voor kinderen, het tegengaan van analfabetisme en onderwijs. Abdullah Khan, naar wie de moskee is vernoemd, bouwde dergelijke madrasa-moskeeën in Iran en Afghanistan.